# Max Burret
Karl Ewald Maximilian Burret, conhecido como Max Burret (6 de junho de 1883 – 19 de setembro de 1964) foi um botânico da Alemanha.